# 谢儮好
谢儮好（1988年3月8日—）是马来西亚的残疾人羽毛球运动员。由于他天生患有臂丛神经麻痹，导致他的右手力量和稳定性比左手来得较差。並在2020年夏季残奥会男子单打SU5项目和2024年夏季残奥会男子单打SU5项目中获得金牌。他也是第一位获得残疾人羽毛球奖牌的马来西亚运动员，而東京殘奧冠軍也是他羽球生涯有史以来第一个残奥会冠軍。

## 相关影视
- 《GOLD（2024）（英语：Gold (2024 film)）》，由陈泽耀饰演谢儮好的真实传记电影